# Zdravka Evtimova
Zdravka Evtimova (née Здравка Евтимова le 24 juillet 1959 à Pernik) est une écrivaine et traductrice bulgare. 

## Biographie
En 1985 Zdravka Evtimova est diplômée de philologie anglaise de l'Université de Veliko Tarnovo. Elle est secrétaire du PEN club bulgare. Certaines de ses nouvelles ont été publiées dans des revues internationales. Elle a traduit divers auteurs de science-fiction dont David Eddings, Greg Bear, Robert J. Sawyer et Kim Stanley Robinson.

## Œuvres

### Romans
- « Четвъртък » (Jeudi), Жанет 45, 2003
- « Арката » (L'Arche), Сиела, 2007[3]
- « В гръб » (Dans le dos), Жанет-45, 2010[4]
- « Една и съща река » (La même rivière), Жанет 45, 2015
- « Зелените очи на вятъра » (Les yeux verts du vent), Жанет 45, 2018

### Nouvelles
- « Разкази срещу тъга » (Récits contre la tristesse), Народна младеж, 1985
- « Разкази от сол » (Histoires de sel), Христо Г. Данов, 1990
- « Разкази за приятели » (Histoires d'amis), Народна младеж, 1992
- « Сълза за десет цента » (Une larme pour dix cents), Слънце, 1994
- « Кръв от къртица » (Sang de taupe), Жанет 45, 2005, traduit en français par Krasimir Kavaldjiev et publié dans le recueil D'un bleu impossible par les éditions du Soupirail, 2019[5]
- « Пернишки разкази » (Récits de Pernik), Жанет 45, 2013[6]
- « Юлски разкази » (Récits de juillet), Жанет 45, 2017

## Prix
- 1985 : le concours national des jeunes auteurs le Printemps du Sud de Haskovo récompense ses Récits contre la tristesse,
- 2003 : Jeudi obtient le prix du meilleur roman de l'union des écrivains bulgares,
- 2005 : sa nouvelle Vassil est une des dix lauréates du World Short Story Competition, BBC[7]
- 2005 : sa nouvelle C'est ton tour, une des dix lauréates du festival international de science-fiction de Nantes, est incluse dans le recueil Dix auteurs du monde entier, Utopiæ 2005, L'Atalante, Nantes[8],
- 2005 et 2010 : prix de la chaîne d'or catégorie nouvelles décerné par le journal Trud[9],[10]